# Західна Померанія

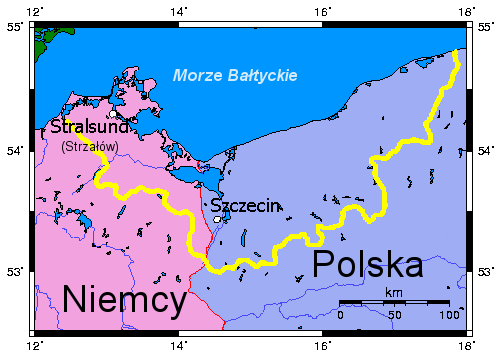
Мапа Західного Помор'я

Західна Померанія або Західне Помор'я (Померанія, Поммерн) — історико-географічний регіон на нижній Одрі та менших річках, що впадають у Поморську затоку, між Рекніцею та Лебою. На заході вона переходить у Мекленбург, на півдні — у Бранденбург, Любуську землю та Великопольщу (Крайна), а на сході — у Гданське Помор'я.
Спочатку незалежне князівство поморян. Пізніше - удільне князівство, і провінція Бранденбургу і Королівства Пруссія.